# Zygaspis kafuensis
Zygaspis kafuensis е вид влечуго от семейство Червеобразни гущери (Amphisbaenidae).

## Разпространение
Този вид е разпространен в Замбия.